# Europäisches Währungssystem
Das Europäische Währungssystem (EWS) war eine von 13. März 1979 bis 31. Dezember 1998 bestehende Form der währungspolitischen Zusammenarbeit zwischen den Ländern der Europäischen Gemeinschaften. Kernelement des EWS war der sogenannte Wechselkursmechanismus (WKM), welcher die Wechselkursfluktuationen innerhalb spezifisch festgelegter Bandbreiten halten sollte. Am 1. Januar 1999 wurden dann das EWS II und der dazugehörige Wechselkursmechanismus II eingeführt, welche nun die Zusammenarbeit zwischen den Staaten des Euro-Währungsgebietes („Eurozone“) und den anderen EU-Staaten regeln.

## Geschichte des Bretton-Woods-Systems
Das 1944 gegründete Bretton-Woods-System (BWS) hatte den Wechselkurs jeder Landeswährung gegenüber dem US-Dollar festgelegt; daraus ergaben sich die Wechselkurse zwischen allen am BWS teilnehmenden Nichtdollar-Währungen. Im März 1971, zwei Jahre vor dem Zusammenbruch des Bretton-Woods-Systems, traf der EWG-Ministerrat eine Grundsatzentscheidung, die zur Gründung des Europäischen Wechselkursverbundes („Währungsschlange“) führte, in dem Währungsschwankungen zwischen den EWG-Währungen jeweils nur innerhalb einer Bandbreite von ± 2,25 % zugelassen werden sollte. Ab 1973 ließen die EWG-Länder ihre Währungen gegenüber dem Dollar schwanken. Nach mehreren Versuchen der Währungsintegration wurde die Idee eines Europäischen Währungssystems, an dem alle EWG-Länder beteiligt sein sollten, von Helmut Schmidt und Valéry Giscard d’Estaing 1978/1979 ausgearbeitet. Daraufhin wurde noch im Sommer 1978 im Europäischen Rat über deren Vorschläge beraten. Am 5. Dezember 1978 einigte sich der Europäische Rat auf die Errichtung des Europäischen Währungssystems, das an die Stelle des Europäischen Wechselkursverbundes treten sollte. Am 13. März 1979 trat das Europäische Währungssystem rückwirkend zum 1. Januar 1979 in Kraft.

## Zielsetzung
Hauptziel des EWS war es, in Europa durch die Einführung fester, jedoch anpassungsfähiger Wechselkurse eine Zone der Währungsstabilität zwischen den Währungen der teilnehmenden Länder zu schaffen und somit eine Verbesserung der Stellung Europas im internationalen Währungssystem zu erreichen. Diese Wechselkursregelung sollte den Waren-, Dienstleistungs- und Kapitalverkehr zwischen den EG-Ländern vor Wechselkursrisiken bewahren und somit erleichtern und fördern. Ein einheitlicher europäischer Markt nach Vorbild der USA sollte geschaffen werden.
Ein weiteres Ziel des EWS war es auch, eine größere innere Stabilität der entsprechenden Länder zu erreichen und den Weg zu einer Europäischen Währungsunion zu ebnen.
Die Zielsetzung des EWS hat der Europäische Rat in seiner Entschließung vom 5. Dezember 1978 über die Errichtung des Europäischen Währungssystems umschrieben.

## Mitglieder
Formal gehörten stets alle Mitglieder der Europäischen Gemeinschaft dem EWS an, doch nicht alle Länder wendeten die Regelungen für den Wechselkurs an und somit gehörten nicht alle zum Wechselkursmechanismus (WKM). Von Anfang an wendeten acht Länder den WKM an:
- Belgien
- Dänemark
- Deutschland
- Frankreich
- Irland
- Italien
- Luxemburg
- Niederlande

Weitere Beitrittsländer zum WKM waren:
- Mitte 1989 Spanien
- Ende 1990 Großbritannien
- Anfang 1992 Portugal
- Anfang 1995 Österreich
- Ende 1996 Finnland
- Anfang 1998 Griechenland[3]

Zwischenzeitlich traten Italien und Großbritannien aus dem Wechselkursmechanismus des EWS aus, als es am sogenannten „Schwarzen Mittwoch“ (dem 16. September 1992) spekulationsbedingt zu massiven Störungen auf den Devisenmärkten kam. Dies war der Beginn einer langandauernden europäischen Währungskrise.
Das Aufrechterhalten eines stabilen Wechselkurses über mindestens zwei Jahre innerhalb des EWS war eines von vier Kriterien, damit ein Land zur Wirtschafts- und Währungsunion (WWU) zugelassen werden konnte.

## Wirkungsweise
Kern des EWS war die Europäische Währungseinheit (European Currency Unit, ECU), die als Rechen- und Bezugsmittel der Wechselkurse sowie als Zahlungsmittel und Reservewährung der Zentralbanken verwendet wurde.
In einem sogenannten Paritätengitter wurden Leitkurse, ausgedrückt in ECU, von den teilnehmenden Ländern festgelegt, aus denen sich bilaterale Leitkurse eines Währungspaares ermitteln ließen. Die meisten Wechselkurse konnten um bis zu 2,25 Prozent nach oben oder unten schwanken, die Schwankungsbreite beträgt somit insgesamt 4,5 Prozent. Italien wurde eine erweiterte Bandbreite von ± 6 Prozent zugestanden, da es als einziges Land 1978 zweistellige Inflationsraten für Verbraucherpreise aufwies. Überschritt der Wechselkurs zwischen zwei Ländern die zulässige Bandbreite von ± 2,25 Prozent, so waren die Zentralbanken beider betroffenen Länder verpflichtet, durch An- bzw. Verkauf von Devisen auf dem Devisenmarkt so lange zu intervenieren, bis der Kurs wieder innerhalb des Bandes lag.
Im August 1993 kam es unter dem Druck spekulativer Angriffe auf dem Devisenmarkt zu einer Krise des EWS, welches die Erweiterung der Bandbreiten der meisten EWS-Wechselkurse auf ± 15 Prozent bedingte.
War der Kurs durch Interventionen nicht mehr in der Bandbreite zu halten, so konnte man in einem Realignment neue Leitkurse fixieren, wovon man zwischen 1979 und 1993 17 Mal Gebrauch machte.

## Ende und Nachfolgeregelung
Das EWS wurde mit Einführung des Euro am 1. Januar 1999 beendet. Als Nachfolgeregelung für die EU-Länder, die noch nicht Mitglieder der Währungsunion sind, wurde im Rahmen des EWS II der Wechselkursmechanismus II (WKM II) eingeführt.